# Jesús Legido
Jesús María Legido González (Valladolid, 1943) es un compositor español y profesor de armonía y contrapunto en la Escuela Superior de Música Reina Sofía de Madrid.

## Biografía
Inicia sus estudios musicales en el Conservatorio Profesional de Música de Valladolid, que finalizó con Premio Extroardinario de Piano y Música de Cámara (1968). Diplomado en Magisterio.
En 1970 se traslada a Barcelona, donde completa estudios superiores de piano, composición e instrumentación con Miguel Farré, Joseph Poch y Xavier Montsalvatge. Amplió estudios de composición y dirección de orquesta de la mano de Antón García Abril, Román Alis y Enrique García Asensio.
En la década de los setenta fue pianista acompañante de la soprano portuguesa Manuela de Sa, quien estrenó varios de sus ciclos de composiciones sobre poemas de Juan Ramón Jiménez, José Luis Hidalgo y León Felipe.
En la década de los ochenta, en el marco de su actividad compositiva, ganó el Premio Cristóbal Halffter por su obra para órgano Secuencias. En 1985 y 1986 gana consecutivamente los dos primeros premios que convoca la Caja de Zamora sobre temas castellanos con Romances de bajo Duero, para voz y piano. Así mismo, gana los convocados por las Federaciones asturiana, andaluza y extremeña con Tríptico vocal y Trilogía lírica I.
Ha formado parte de la Junta Directiva de la Asociación de Compositores Sinfónicos Españoles y ha grabado para Radio Nacional de España un programa monográfico en el ciclo Compositores españoles.
Como jurado, además de haber formado parte de tribunales de oposiciones, en la década de los noventa formó parte del jurado del Premio Internacional de Composición del Gobierno de Navarra y en 2003 del V Premio Internacional de Piano Frechilla-Zuloaga de Valladolid. En octubre de 1992 participó en el primer Congreso Internacional de Música de Valencia.

## Obra

### Sinfónica
- Cantata Saudades (sobre poemas de Rosalía de Castro), para barítono y orquesta (1979).
- Invocaciones, para soprano y orquesta.
- Diálogos concertantes, para flauta, guitarra y orquesta.
- Convergencias, concierto para chelo y orquesta (1999). Encargo de Asier Polo.
- Alegorías, suite sinfónica para orquesta en homenaje a Béla Bartók (1999-2002)
- Homenaje a Miguel Torga (2006). Encargo de la Junta de Castilla y León.

### Grupo instrumental
- Bucólica, para dos pianos y grupo instrumental (1980)
- Constelaciones (1993)
- Tres improvisaciones criollas (2003). Encargo del grupo Concertango de Valladolid.
- Claroscuros, para orquesta de acordeones (2003)
- Tres impressions, para flauta de pico y cuerda (2009)

### Música sinfónico-coral
- Missa Solemnis en conmemoración del IV Centenario de la Diócesis de Valladolid, para soprano, mezzosoprano, barítono, coro y orquesta (1995). Encargo de la Fundación Las Edades del Hombre.
- Ágora 2005, en homenaje a la Plaza Mayor de Salamanca (2005). Encargo del Ayuntamiento de Salamanca.

### Obra coral
- Tríptico vocal
- Trilogía lírica
- Obra coral sobre temas populares (2006). Encargo del Concurso de Coros de Laguna de Duero.

### Obra para órgano
- Secuencias.
- Tríptico de Torreciudad (2000).
- Coral, variaciones y fuga (2000), con motivo del 250 Aniversario de Bach.

### Piano
- Sonatina (1984).
- Opúsculos (1999).
- Dos homenajes para piano: Fúrfuras, a Agustín González Acilu, y Lumen, a Ramón Barce (2009)
- Cuatro miniaturas (2010). Encargo de la Fundación Música Abierta de Urueña.

### Voz y piano
- Evocaciones moguereñas (1982).
- Ausencias (1983).
- Romances de bajo Duero (1985-1986).
- Presagios (1988).
- Penas y cardos, sobre poemas de Miguel Hernández para el Homanaje al poeta en Valencia.
- Semblanzas, sobre poemas de Antonio Machado, Blas de Otero y Federico García Lorca.
- Parábolas, sobre poemas de Antonio Machado (2006)
- Umbrales (2009)

### Voz y grupo instrumental
- Lembranças, sobre poemas de Miguel Torga (2007)

### Música de cámara
- Arabesca, para violín, clarinete y piano (1984).
- Tres invenciones, para violín, clarinete, chelo y piano. Encargo del Grupo Ocean Drive.
- Requiebros, para clarinete, chelo, fagot y piano (1994). Encargo de la Orquesta Nacional de España para los ciclos de cámara.
- Lluvia otoñal, cuarteto de cuerda (2003). Encargo de la Orquesta de Radiotelevisión Española para el ciclo de conciertos de cámara de la Fundación Caja Madrid.
- Texturas, para clarinete, fagot y piano (2005)
- Cervantinas, para voz, flauta y piano (2005)
- Tres bagatelas, para violín, chelo y piano (2007). Encargo por el XXV Aniversario del Trío Mompou.
- Nocturne d'automne, para flauta y guitarra (2008)
- Wind trío, para flauta, clarinete y fagot (2009). Encargo de la Comunidad de Madrid para el Ciclo de Veranos Musicales.
- Silvos y veredas, para violín, chelo, clarinete, saxofón y piano (2009). Encargo del Grupo Cosmos.
- Aporías, para clarinete, trompa y piano (2010)
- Nocturne d'automne (2011). Encargo para la revista Quodlibet de la Universidad de Alcalá de Henares.

### Adaptaciones y arreglos
- Orquestación de la Misa para la consagración de la Catedral de Segovia, de Juan Montón y Mallén (1991). Encargo de la Fundación Las Edades del Hombre.
- Arreglo y armonización de canciones populares castellanas para coro mixto (2008). Encargo de la Diputación de Valladolid.

## Premios
- Premio de Composición por Bucólica, 1980.
- Premio Cristóbal Halffter por Secuencias, para órgano.
- Primeros premio del certamen de la Caja de Zamora sobre temas castellanos de 1985 y 1986, por Romances de bajo Duero, para voz y piano.
- Premios de las Federaciones asturiana, andaluza y extremeña de canción coral, por Tríptico coral y Trilogía lírica I.
- Primer premio del Concurso Internacional Tomás Villajos de 1993 por Constelaciones, para grupo instrumental.

## Discografía

### Grabaciones para Radio Nacional de España
- Evocaciones moguereñas, Ausencias y Penas y cardos. Inmaculada Burgos (soprano) y Fernando Turina (piano), 1982-1983.
- Arabesca. Grupo LIM, 1984.
- Saudades. Luis Álvarez (barítono), Orquesta Ciudad de Valladolid, Luis Remartínez, 1984.
- Sonatina. Rogelio Gavilanes (piano), 1984.
- Plegarias, 1985.
- Invocaciones. Manuela de Sa (soprano), Orquesta Ciudad de Valladolid, Luis Remartínez, 1989.
- Presagios. Isabel Rivas (soprano) y Ramona Sanuy (piano), 1989.

### Otras discográficas
- Orquestación de la Misa para la consagración de la Catedral de Segovia, de Juan Montón y Mallén. Ana Cid (soprano), María Folco (mezzosoprano), Emilio Sánchez Martín (tenor), Gregorio Poblador (bajo), Orquesta Sinfónica de Castilla y León, Coro de la Universidad de León, Max Bragado, 1991. Fundación Las Edades del Hombre.
- Missa Solemnis. Adelina Álvarez (soprano), Silvia Livinson (mezzosopraono), Luis Álvarez (barítono), Coro y Orquesta de RTVE, Edmond Colomer, 1995. Fundación Las Edades del Hombre.
- Tríptico de Torreciudad. Pilar Cabrera, órgano de la Catedral de Valladolid (2008). Música en la Catedral de Valladolid.